# ATP Challenger Antwerpen
Der ATP Challenger Antwerpen (offiziell: Antwerpen Challenger) war ein Tennisturnier, das 1992 und 2001 in Antwerpen, Belgien, stattfand. Es gehörte zur ATP Challenger Tour und wurde im Freien auf Sand gespielt.

## Liste der Sieger

### Einzel
| Jahr                         | Sieger              | Finalgegner      | Ergebnis      |
| ---------------------------- | ------------------- | ---------------- | ------------- |
| 2001                         | Dick Norman         | Peter Wessels    | 5:3 aufgg.    |
| 1993–2000: nicht ausgetragen |                     |                  |               |
| 1992                         | Marc-Kevin Goellner | Massimo Ardinghi | 4:6, 6:3, 7:5 |

### Doppel
| Jahr                         | Sieger                      | Finalgegner                         | Ergebnis        |
| ---------------------------- | --------------------------- | ----------------------------------- | --------------- |
| 2001                         | Juan Giner Jerry Turek      | Edwin Kempes Dennis van Scheppingen | 6:74, 7:62, 6:3 |
| 1993–2000: nicht ausgetragen |                             |                                     |                 |
| 1992                         | Michael Brown Roger Rasheed | Kris Goossens Mikael Pernfors       | 6:2, 6:4        |